# فدركرز

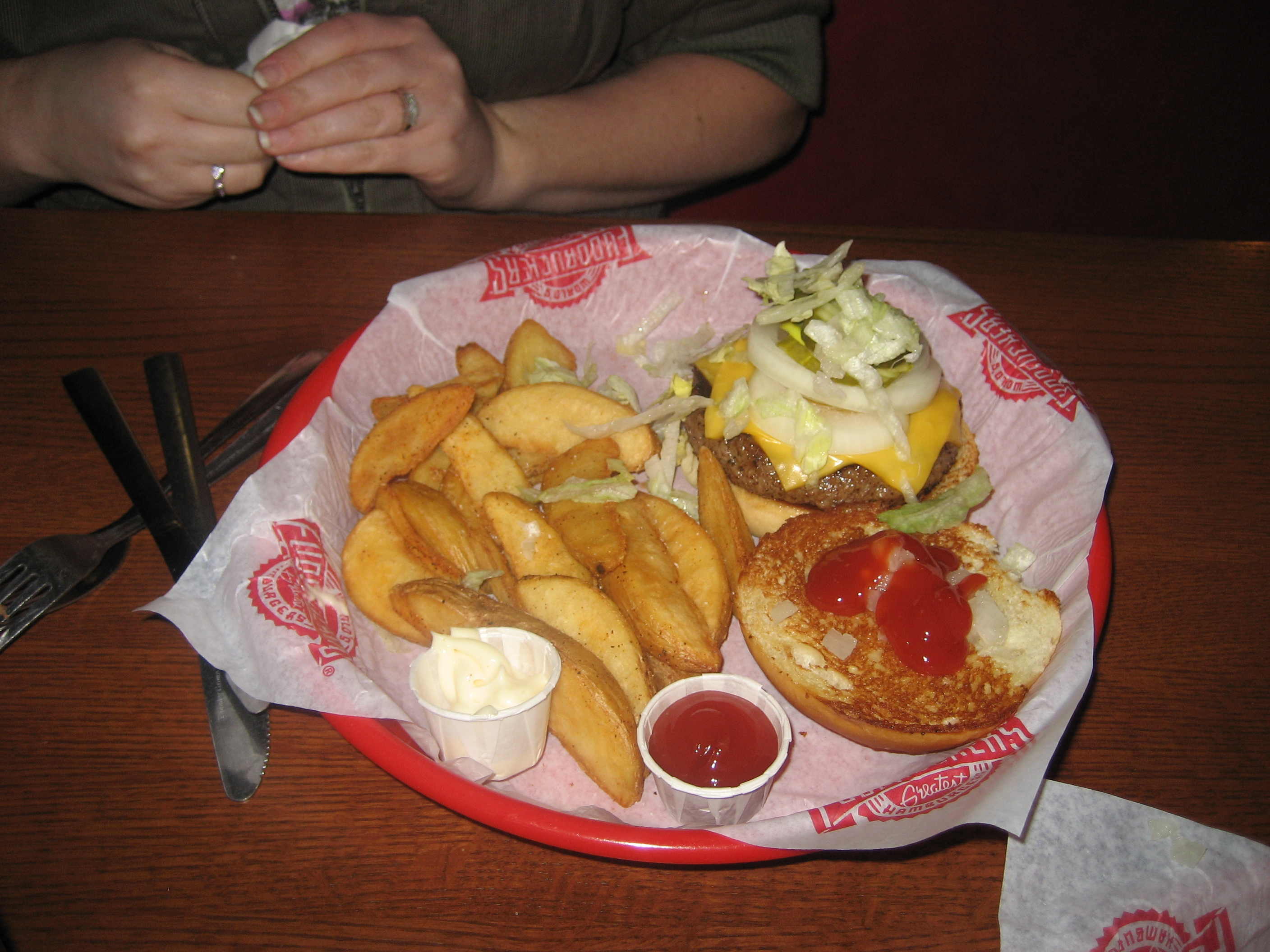
تشيز برجر، بطاطس وصلصات في فدركرز

فدركرز (بالإنجليزية: Fuddruckers) هي سلسلة مطاعم وجبة سريعة، متخصص في الهامبرغر. تأسست في 1979. ويقع مقرها في هيوستن، تكساس، الولايات المتحدة. واعتبارا من عام 2011، كان هناك 56 مطعم فدركرز تديرها الشركة و 129 مطعم تعمل بحق الامتياز في جميع أنحاء الولايات المتحدة مع مطعم واحد في ساسكاتون، ساسكاتشوان، كندا، وأربعة في بورتوريكو وعشرة في المملكة العربية السعودية.
توسعت فدركرز خارج الولايات المتحدة ولها فروع في العديد من دول الشرق الأوسط، وكان افتتاح أول موقع في الشرق الأوسط في عام 1994 في جدة بالمملكة العربية السعودية.

## التاريخ
أسس رجل الأعمال الأمريكي فيليب ج. رومانو مطعم فدركرز الأول في مدينية سان أنطونيو بولاية تكساس الأمريكية في عام 1979، حين اعتقد أن العالم بحاجة إلى شطائر هامبرغر أفضل، وكان يسمى حينئذ مطعم فريدي فدركرز، وتخصص في تقديم شطائر الهامبرغر الكبيرة التي تعد من اللحم الطازج المفروم بداخل نفس المطعم، والخبز المخبوز داخل المطعم مع الكثير من شرائح الطماطم الطازجة والبصل والخس وصلصة الجبن. أضاف رومانو بعد نجاح مطعمه الأول فروعًا أخرى في أنحاء الولايات المتدحدة الأمريكية، وأصبح هناك 150 مطعمًا تابعين لسلسلة فدركرز في عام 1988. نافست تلك المطاعم العديد من سلاسل مطاعم الوجبات السريعة الأخرى مثل سلسلة مطاعم فليكي جيك. ترك فيليب رومانو سلسلة مطاعم فدركرز في عام 1988 وراح يؤسس سلسلة مطاعم أخرى هي سلسلة رومانوز مكروني جريل في عام 1988، وبيعت سلسلة مطاعم فدركرز في نوفمبر 1998 لمايكل كانون، ثم لشركة ماجيك براندز.
تأثرت شركة ماجيك براندز بالكساد الكبير الذي نجم عن أزمة الغذاء العالمية حتى أنها أعلنت في 22 أبريل 2010 عن إغلاق 24 مطعم من سلسلة مطاعم فدركرز، وعن بيع معظم أصول الشركة ومن بينها مطاعم فدركرز نتيجة الإفلاس لمجموعة شركات تافيستوك مقابل 40 مليون دولارًا أمريكيًا، زايدت شركة لوبيز على هذا الرقم واشترت في 18 يونيو 2010 أصول الشركة مقابل 61 مليون دولارًا أمريكيًا، وأصبحت منذ ذلك الحين هي المالكة لسلسلة مطاعم فدركرز حول العالم.
فرضت سلسلة مطاعم فدركرز على مدار تاريخها سياسات مثيرة للجدل على روادها. ففي عام 2010 منعت على سبيل المثال دخول الأشخاص المسلحين إلى مطاعمها ما لم يكونوا عاملين بجهات أمنية. اعترض الكثيرين من رواد المطاعم على هذه السياسات ودعوا لحملة مقاطعة لمطاعم فدركرز حيث يسمح القانون الأمريكي في بعض الولايات للمواطنين المدنيين بحمل الأسلحة في الأماكن العامة.

## قوائم الطعام
تركز سلسلة مطاعم فدركرز بشكلٍ رئيسيٍّ على تقديم شطائر الهامبرغر بمختلف أحجامها وأشكالها، إلا أن قوائم أطعمتها تحتوي كذلك على العديد من أنواع الشطائر الأخرى التي تعتمد على الدجاج أو الأسماك.
قدمت فدركرز في عام 2006 شطيرة الهامبرغر التي وصفت بانها أكبر شطيرة هامبرغر متوفرة تجاريًا في العالم والتي تزن حوالي 29.6 رطلًا، بعرض 18.5 بوصة، وارتفاع 8 بوصات، وبلغ ثمنها 250 دولارًا أمريكيًا.

## الفروع والمواقع
بدأت سلسلة مطاعم فدركرز في توسيع أنشطتها بمنح الامتيازات التجارية خارج الولايات المتحدة الأمريكية في عام 1988 حين افتتحت أول فروعها في الأرجنتين، ولكنه أغلق في وقت لاحق بسبب انخفاض المبيعات، وفي نوفمبر عام 1993 افتتحت أول مطعم لها في أستراليا في مركز تسوق إيجل ستريت بير في مدينة بريزبان.
افتتحت شركة فدركرز أول موقع لها في الشرق الأوسط في مايو 1994 في مدينة جدة بالمملكة العربية السعودية والذي تديره شركة شركة أريبيان فود سبلاي بموجب حق الامتياز التجاري. بلغ عدد مطاعم فدركرز حاليًا في منطقة الشرق الأوسط 33 مطعمًا في كل من المملكة العربية السعودية، ومصر، والإمارات العربية المتحدة، وقطر، والأردن، والبحرين، والكويت.
تتبع معظم مطاعم سلسلة فدركرز أصحاب الامتيازات التجارية الفردية حيث كانت الشركة في عام 2019 تمتلك وتدير 49 مطعمًا، ويدير أصحاب الامتيازات التجارية نحو 107 مطعمًا يحمل العلامة التجارية لفدركرز في أنحاء العالم.

## وصلات خارجية
- الموقع الإلكتروني